# Grimstone (North Yorkshire)
Grimstone – civil parish w Anglii, w hrabstwie North Yorkshire, w dystrykcie (unitary authority) North Yorkshire. Leży 24 km na północ od miasta York i 303 km na północ od Londynu. W 2001 civil parish liczyła 50 mieszkańców.